# Накаи, Асакадзу
Асакадзу Накаи (яп. 中井朝一, 29 августа 1901, Кобе — 28 февраля 1988) — японский кинооператор.

## Биография
Дебютировал в 1933 году. Работал с крупнейшими японскими режиссёрами XX века, чаще всего — с Куросавой. Снял более 90 игровых и документальных картин.

## Избранная фильмография
- 1943: Песенный фонарь (Микио Нарусэ)
- 1946: Без сожалений о нашей юности (Акира Куросава)
- 1947: Актриса (Тэйносукэ Кинугаса)
- 1947: Четыре любовные истории (Микио Нарусэ, Тэйносукэ Кинугаса и др.)
- 1947: Одно прекрасное воскресенье (Акира Куросава)
- 1949: Бездомный пёс (Акира Куросава)
- 1951: Танцовщица (Микио Нарусэ)
- 1952: Жить (Акира Куросава)
- 1953: Муж и жена (Микио Нарусэ)
- 1953: Господин Пу (Кон Итикава)
- 1954: Семь самураев (Акира Куросава)
- 1955: Я живу в страхе (Акира Куросава)
- 1957: Трон в крови (Акира Куросава)
- 1961: Женщины ночи (Кинуё Танака)
- 1961: Конец лета (Ясудзиро Одзу)
- 1963: Рай и ад (Акира Куросава)
- 1965: Красная борода (Акира Куросава)
- 1975: Дерсу Узала (вместе с Ю.Гантманом и Ф.Добронравовым; реж. Акира Куросава)
- 1985: Ран (Акира Куросава, номинация на «Оскар» за лучшую операторскую работу)

## Признание
Лауреат нескольких национальных премий за операторское искусство.